# Tatort: Harte Hunde
Harte Hunde ist ein Fernsehfilm aus der Krimireihe Tatort. Er wurde am 1. Juni 2003 auf Das Erste erstmals ausgestrahlt. In seinem fünften Fall geht es für Kriminalhauptkommissar Jan Casstorff (Robert Atzorn) und seine Kollegen Eduard Holicek (Tilo Prückner) und Jenny Graf (Julia Schmidt) um einen geflohenen Sexualstraftäter und einen Pädophilenring im Kiez von Hamburg.

## Handlung
Kollege Holicek sucht Kriminalhauptkommissar Jan Casstorff während dessen Urlaub auf seinem geerbten Bauernhof auf, um ihm mitzuteilen, dass der Prostituiertenpeiniger Roman Born bei einem Freigang geflohen sei. Casstorff, der Born seinerzeit festgenommen hatte, will seinen Urlaub aber nicht abbrechen. Das ändert sich jedoch, als im Hamburger Rotlichtmilieu ein Frauenmord geschieht und sein Vorgesetzter Kern ihn deswegen aufsucht. Das Opfer wurde mit einer Strumpfhose erdrosselt und könnte somit durchaus Born zum Opfer gefallen sein, dessen vergangene Taten so abliefen. Allerdings hatte dieser im Gegensatz zum aktuellen Fall seine Opfer vorher gefoltert. Noch am Fundort der Frau taucht Schöndauer, deren Zuhälter, auf und berichtet, dass seit den Morgenstunden eine weitere Prostituierte, Monika Bach, vermisst werde. Der stark tatverdächtige Born muss nun um jeden Preis gefunden werden.  Kurz danach wird auch die ebenfalls mit einer Strumpfhose erdrosselte Bach gefunden.
Casstorff sucht den Therapeuten Simon Ruder auf, in dessen Begleitung sich Born während seines Freigangs befand. Die Vorwürfe des Kommissars prallen jedoch an Ruder ab, der davon überzeugt ist, dass seine Therapie bei Born angeschlagen habe und er geheilt sei. Das Blatt wendet sich, als Roman Born im Morgengrauen erhängt in einem Park aufgefunden wird. Ruder, der den Polizeifunk abgehört hat, taucht am Fundort auf und signalisiert, dass er sich große Vorwürfe mache, sollte er sich doch geirrt haben. Die Spurensicherung weist nach, dass Born in männlicher Begleitung war. Casstorffs Mitarbeiterin Jenny Graf ermittelt, dass Aufzeichnungen einer Überwachungskamera, die am Ort angebracht sind, wo Born verschwand, Schöndauers Handlanger Jojo zeigen, der Born in einen Mietwagen zwingt. 
Umfangreiche Ermittlungen im Kiez deuten darauf hin, dass Schöndauer etwas mit Kinderhandel zu tun hat. Dies würde auch die Angst der Prostituierten Sana Condelescu erklären. Sie hat gegenüber der Polizei angegeben, mit Schöndauers Mädchen Monika und Pia, also den beiden Ermordeten, über den Pädophilenring Schöndauers gesprochen zu haben. Monika und Pia hätten von ihm verlangt, dass er ihnen eine satte Abfindung zahle, da sie sonst zur Polizei gehen müssten. Casstorff, Holiczek und Graf erschließen sich nun die Zusammenhänge. Born war für Schöndauer der ideale Strohmann, um die Frauen auszuschalten, die in seinen Augen Verräterinnen waren. Als man Schöndauer vor seinem Club „La Savina“ stellt und er sich gerade ergeben will, rast ein Fahrzeug auf ihn zu, das von Ruder gesteuert wird, der seinen Fehler damit kompensieren will, dass er den Zuhälter und Auftragsmörder tötet, der den von ihm für geheilt erklärten Born dazu gebracht hat, erneut zu morden.

## Rezeption

### Einschaltquote
Bei ihrer Erstausstrahlung wurde diese Tatort-Folge von 6,29 Mio. Zuschauern verfolgt, was einem Marktanteil von 24,3 % entsprach.

### Kritik
TV Spielfilm urteilte etwas enttäuscht: „Dramaturgische Therapie hätte sicher auch der etwas stark überfrachteten Story recht gut getan.“ Fazit: „Harte Hunde, aber kein richtiger Biss.“
Kino.de war da anderer Ansicht und meinte, „das ohnehin kühle Hamburg zeig[e] sich in diesem ‚Tatort‘ […] von seiner kältesten Seite. Die Bilder [seien] fast farblos, kein grünes Blatt zier[e] Bäume und Büsche, und die wummernde Techno-Musik sorg[e] dafür, dass sich das optische Unbehagen auch akustisch breit mach[e], kaum ein freundliches Wort stör[e] die Tristesse. Trotzdem pack[e] einen der Film ‚Harte Hunde‘ gleich vom ersten Moment“ an. Zu Robert Atzorn als Jan Casstorff hieß es, dass er sich der „feindseligen Atmosphäre“ angepasst habe und man ihn selten „derart abweisend“ gesehen habe. Zur privaten Ebene des Kommissars, „dessen Sohn sich als Kuckucksei entpupp[e]“, war man der Ansicht, dass die Geschichte mit seiner Ex (Nina Petri), die ihn einst im Stich gelassen habe, „längst ausgereizt“ sei. Das Fazit lautete jedoch: „Ein starker ‚Tatort‘, kühl, aber packend.“
Die Fernsehzeitschrift Prisma verwies darauf, dass dies für den ‚Tatort‘-erfahrenen Regisseur Thomas Bohn „bereits der fünfte Fall mit Kommissar Casstorff alias Robert Atzorn als Hauptfigur“ sei und er bis 2007, als Atzorn seinen Rücktritt verkündet habe, drei weitere Fälle von insgesamt 15 gedreht habe.